# Irish Land League
Die Irish Land League (ILL, irisch Conradh na Talún) war eine politische Organisation des 19. Jahrhunderts in Irland, die zum Ziel hatte, die Situation armer Bauern (Pächter) zu verbessern. Nach dem Verbot der League am 20. Oktober 1881 wurde 1882 die Irish National League gegründet.

## Vorgeschichte
Der Boden im unter britischer Herrschaft stehenden Irland war damals im Besitz englischer Großgrundbesitzer (Landlords). Die irischen Bauern bestellten als Pächter das Land, mussten oft eine hohe Pacht bezahlen und lebten in bitterer Armut, welche in der Hungersnot von 1845 bis 1849 ihren Höhepunkt erreichte. Weiterhin wurde die irische Landwirtschaft von der schlechten Kartoffelernte 1879 und vielen Emigrationen von Bauern geplagt.

## Wirken und Ziele
Die Irish Land League wurde am 21. Oktober 1879 gegründet, nachdem bereits in verschiedenen Grafschaften Irlands örtliche Land Leagues entstanden waren. Vor allem in der Grafschaft Mayo und den umgebenden Grafschaften begannen die Pächter, sich gegen die Landlords zur Wehr zu setzen.
Das Hauptziel der League war die Beendigung von Zwangsvertreibungen (siehe Ballinglass Incident), zu hohen Pachtzahlungen und Unterdrückung durch die Landlords. Männer wie Charles Stewart Parnell und Michael Davitt gingen in die USA, um unter den dort lebenden irischen Immigranten Gelder für die League aufzutreiben – mit beachtlichem Erfolg. Die Irish Land League wurde kurz vor dem „Land War“ (1880–1882) gegründet, bei dem es zu diversen Umstürzen kam.
Die ILL legte eine „faire“ Pacht fest und ermutigte daraufhin ihre Mitglieder, diese von den Landlords einzufordern. Sollten diese ablehnen, sollte die Pacht direkt an die ILL gezahlt werden, die das Geld so lange unter Verschluss hielt, bis der Landlord einlenken würde. Das erste Ziel war der katholische Kanoniker Ulick Burke, der seinen Pächtern die Pacht um 25 % reduzieren musste. Auch der Landlord Charles Cunningham Boycott wurde Opfer dieser Strategie.
Viele Landlords wehrten sich gewaltsam gegen die Forderungen der ILL, es gab Tote auf beiden Seiten. Die Royal Irish Constabulary, obwohl hauptsächlich aus Iren bestehend, stellte sich auf die Seite der Landlords.

## Errungenschaften
Die Bewegung der ILL ging über konfessionelle Grenzen hinweg – viele Treffen wurde in Ulster abgehalten. Innerhalb zweier Jahrzehnte nach ihrer Gründung erreichte die ILL 1903 die Einführung des Wyndham Land Purchase Act – nicht zuletzt mit Hilfe von Freiheitskämpfern wie William O’Brien. Nach der Umsetzung der Labourers (Ireland) Acts von 1906 und 1911 war der irische Boden schließlich wieder in irischen Händen.